# Iñigo Urkullu
Iñigo Urkullu Rentería (Alonsotegi, 18 settembre 1961) è un politico spagnolo, Lehendakari dei Paesi Baschi dal 2012 al 2024.

## Biografia

### Formazione
Nato in una famiglia operaia e nazionalista, si iscrisse al Partito Nazionalista Basco nel 1977, dopo la restaurazione democratica e l'uscita del partito dalla clandestinità dovuta al regime franchista, attivandosi all'interno dell'Euzko Gaztedi Indarra (EGI), l'organo giovanile del partito, presiedendolo nei primi anni ottanta.
Continuò gli studi, diventando professore di Filologia basca, ruolo abbandonato al fine di potersi dedicare alla politica a tempo pieno.

## Incarichi
All'interno del partito si ritagliò un ruolo importante grazie alla sua attenzione ed all'abnegazione per il lavoro.
Membro del Buru Bizkai Batzar (BBB), organo esecutivo del PNV in Vizcaya, dal 1984 al 1987 e dal 1996 al 2000, ne divenne presidente a partire dal 2000.
Massimo esponente del partito nella provincia di Biscaglia, ricoprì anche il ruolo di presidente dell'Assemblea Nazionale del partito stesso (1992-1994).
Ricoprì anche ruoli in ambito istituzionale, tra cui:
- Presidente di Gioventù e Azione Comunitaria nell'amministrazione provinciale di Vizcaya (1987-1994).
- Membro del Consejo Asesor de Euskera
- Membro del Parlamento basco (1994-2005).
- Presidente della Commissione per i diritti dell'uomo e delle vittime del terrorismo nel parlamento basco.
- Membro del consiglio direttivo della Fondazione Sabino Arana.

## Presidente del PNV
Nel novembre 2007 fu l'unico candidato presentato al secondo turno delle elezioni interne per la presidenza del PNV, venendo eletto presidente del partito il 1º dicembre 2007.
La sua nomina a capo del partito venne proposta per via del consenso che riscuoteva tra i diversi settori del partito dopo l'abbandono della politica del suo predecessore Josu Jon Imaz, venendo definito come persona dal consenso trasversale.